# Nowoje Dewjatkino
Nowoje Dewjatkino (russisch Но́вое Девя́ткино, finnisch Uusi Miina) ist ein Dorf (derewnja) in der Oblast Leningrad in Russland mit 25.449 Einwohnern (Stand 1. Januar 2024).

## Geographie

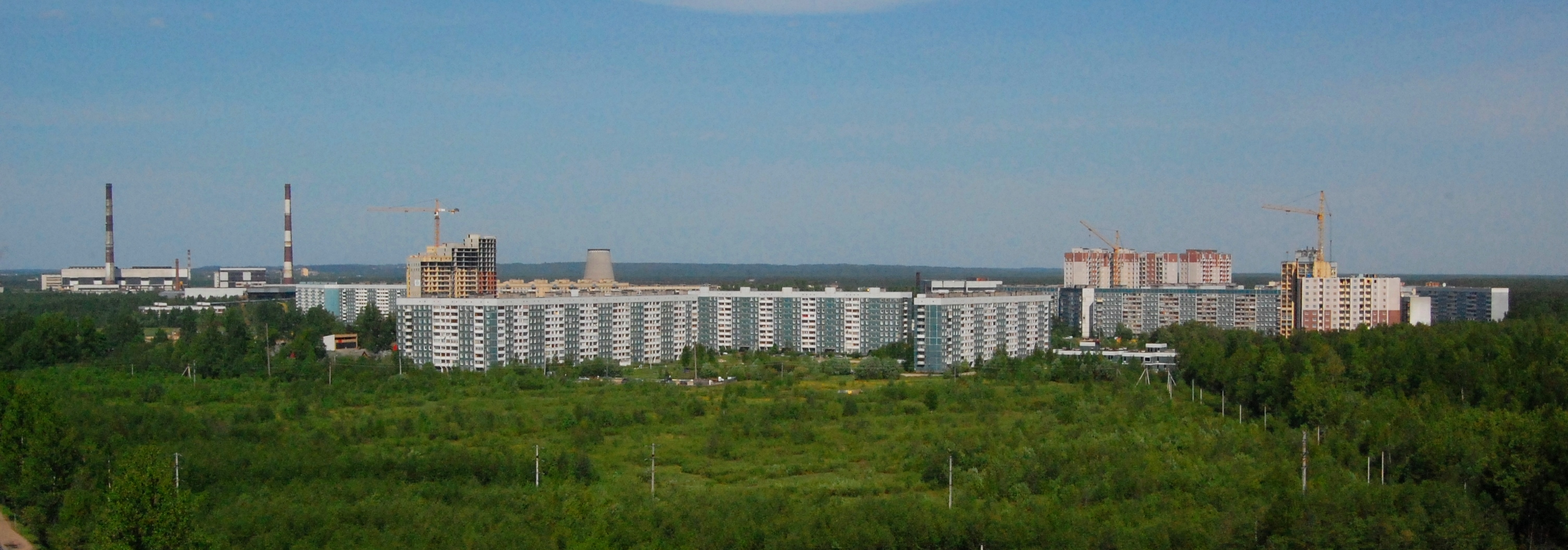
Nowoje Dewjatkino

Der Ort liegt gut 15 km Luftlinie nordöstlich des Zentrum der Oblasthauptstadt Sankt Petersburg, knapp 3 km außerhalb der Stadtgrenze, unweit des linken Ufers des rechten Newa-Zuflusses Ochta.
Nowoje Dewjatkino gehört zum Rajon Wsewoloschski und befindet sich gut 10 km westnordwestlich von dessen Verwaltungszentrum Wsewoloschsk. Das Dorf ist Sitz und einzige Ortschaft der Landgemeinde Nowodewjatkinskoje selskoje posselenije.

## Geschichte
Ein Dorf mit Namen Dewjatkino, auch Dewjatkina, etwa 3 km nördlich der heutigen Ortslage wurde erstmals in der ersten Hälfte des 18. Jahrhunderts erwähnt. Mitte des 19. Jahrhunderts wurde die Gegend als vorwiegend von ingermanländischen Finnen bewohnt beschrieben, und das Dorf trug alternativ die finnische Bezeichnung Miina. Im Zusammenhang mit der Einrichtung eines Artillerie-Übungsplatzes ab 1863 wurden Teile des Dorfes 1887/1888 an die heutige Stelle verlegt und erhielten den Namen Nowo-Dewjatkino („Neu-Dewjatkino“). Im Zweiten Weltkrieg wurde 1942 die finnische Bevölkerung des Dorfes nach Sibirien deportiert.
Nowoje Dewjatkino blieb ein unbedeutendes Dorf, bis ab 1977 nördlich des Ortes das Werk Turboatomgas für Turbinen und andere Kraftwerksausrüstungen errichtet und ab Mitte der 1980er-Jahre der Ort mit Plattenbauten erweitert wurde. Er behielt aber immer den Status eines Dorfes und war bei der Volkszählung 2010 die zweitgrößte Ortschaft Russlands mit dem zumeist für kleinere Dörfer üblichen Status derewnja nach Watutinki in der Oblast Moskau, das aber mit der Eingemeindung nach Moskau 2012 als Teil der Gemeinde (posselenije) Dessjonowskoje seine Eigenständigkeit verlor. Nowoje Dewjatkino war seit den 1930er-Jahren dem Dorfsowjet Murino unterstellt, bis es am 1. Januar 2006 Sitz einer eigenständigen Landgemeinde wurde.

### Bevölkerungsentwicklung
| Jahr | Einwohner |
| ---- | --------- |
| 1905 | 130       |
| 1926 | 223       |
| 1939 | 471       |
| 2002 | 8.847     |
| 2010 | 10.978    |

Anmerkung: Volkszählungsdaten

## Verkehr
Nowoje Dewjatkino liegt an der Regionalstraße 41K-065, die vom Sankt Petersburger Autobahnring (A118) über Toksowo nach Matoksa führt, wo sie die 41A-189 (früher A128), den „Nördlichen Halbring“ um Sankt Petersburg, erreicht.
Beim südwestlich benachbarten Dorf Murino, näher zur Sankt Petersburger Stadtgrenze, befindet sich die Bahnstation Dewjatkino an der 1917 eröffneten und auf diesem Abschnitt seit 1958 elektrifizierten Bahnstrecke Sankt Petersburg – Priosersk – Chijtola (– Sortawala; Streckenkilometer 12 ab Kuschelewka; Kilometer 17 ab Sankt Petersburg Finnischer Bahnhof, von wo Vorortzugverkehr besteht). Beim Bahnhof befindet sich auch die gleichnamige nördliche Endstation der Kirowsko-Wyborgskaja-Linie der Metro Sankt Petersburg, am 29. Dezember 1978 als Komsomolskaja eröffnet und am 1. Juli 1992 umbenannt.